# Adam Asnyk

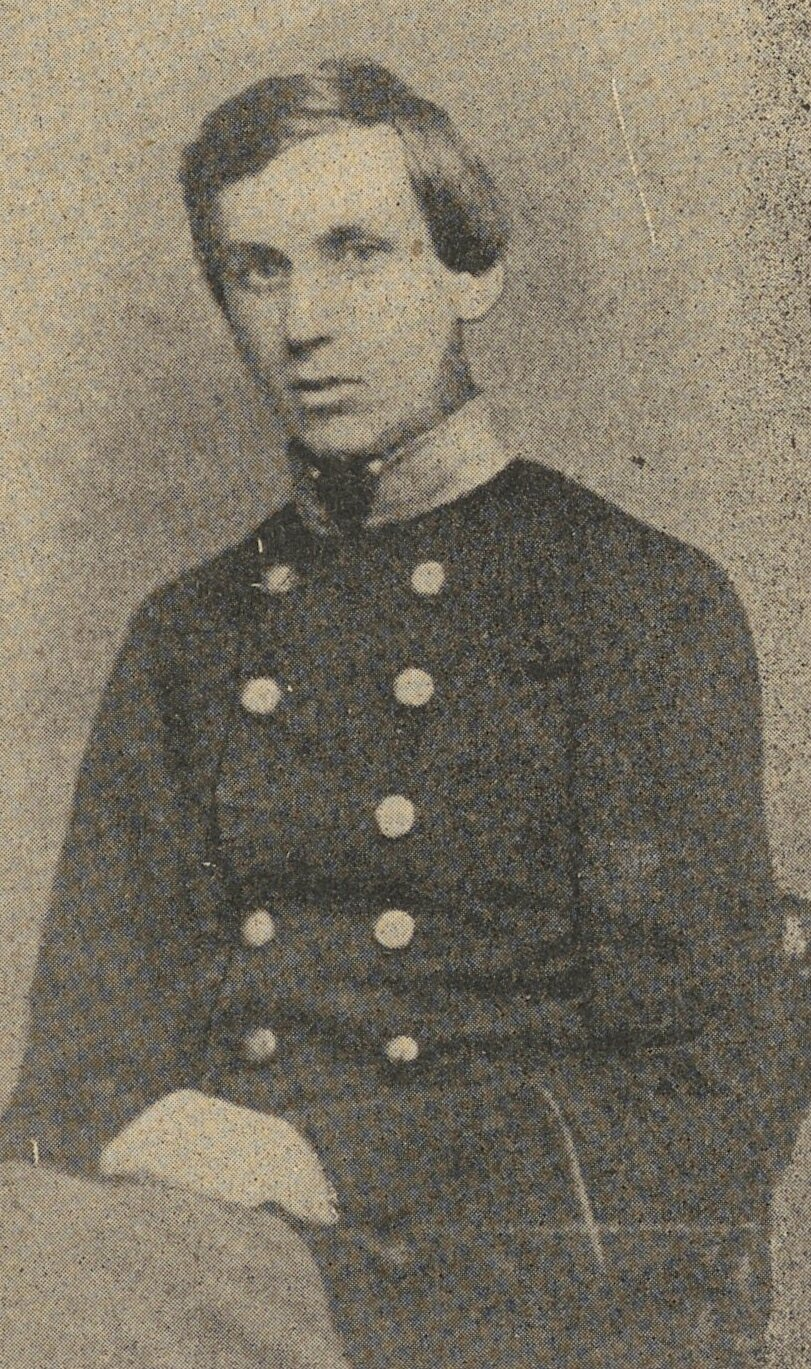
Adam Asnyk jako student-spiskowiec

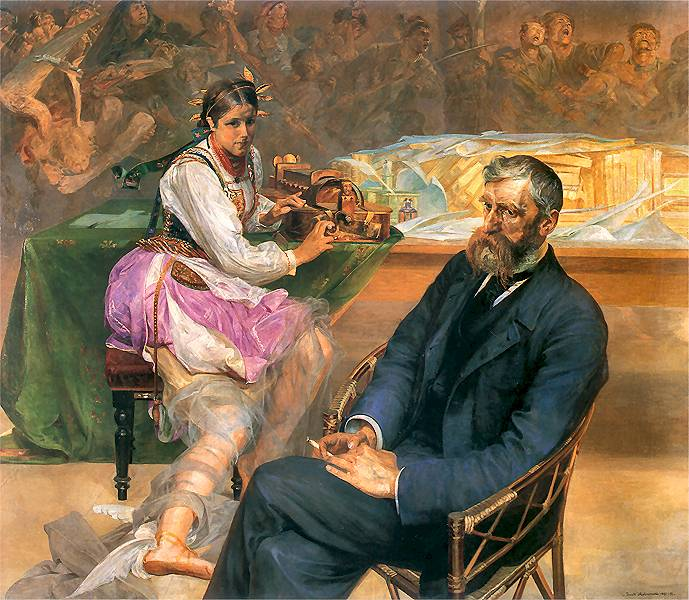
Jacek Malczewski, Portret Adama Asnyka z Muzą, 1894–1897

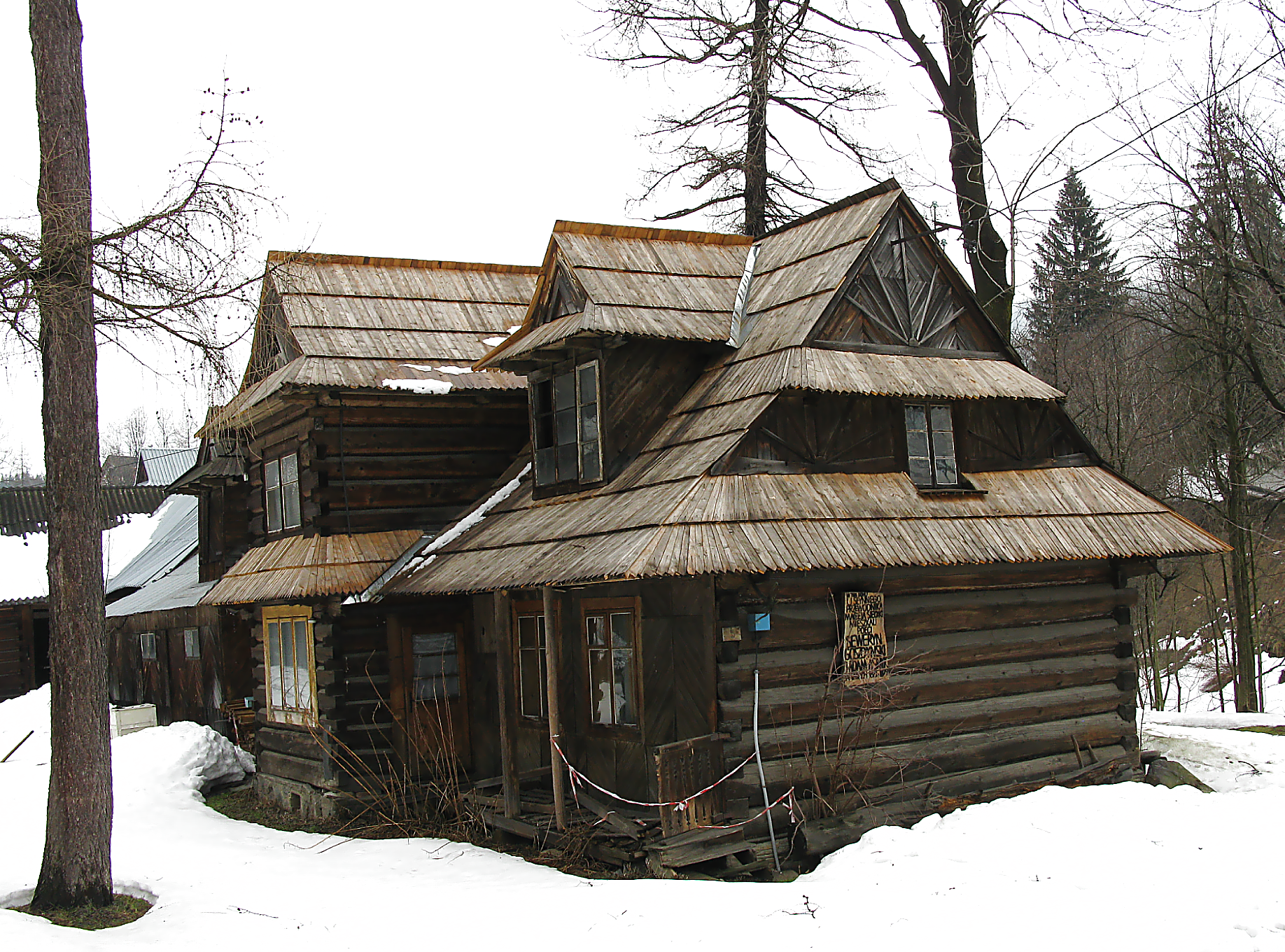
Dom w Zakopanem, miejsce pobytu Asnyka (2009)

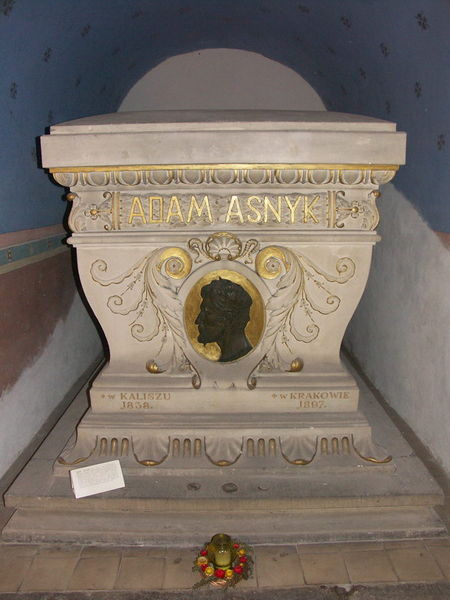
Sarkofag z trumną Asnyka w Krypcie Zasłużonych na Skałce (2004)

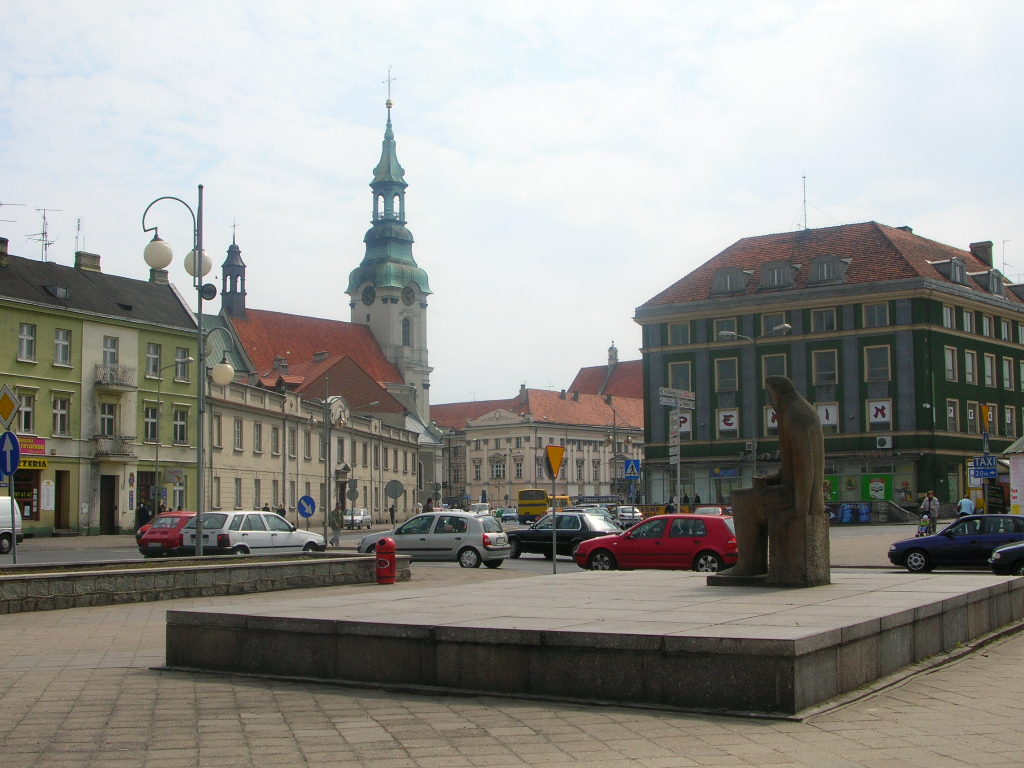
Pomnik Adama Asnyka w Kaliszu (2005)

Adam Prot Asnyk, pseudonim „Jan Stożek”, „El...y” (ur. 11 września 1838 w Kaliszu, zm. 2 sierpnia 1897 w Krakowie) – polski poeta, eseista, dramatopisarz, publicysta uważany za jednego z najwybitniejszych poetów pozytywizmu; w czasie powstania styczniowego (1863–1864) członek Rządu Narodowego (1863); doktor filozofii (1866), w latach 1889–1894 redaktor dziennika „Nowa Reforma”, inicjator i pierwszy prezes Towarzystwa Szkoły Ludowej (1891), galicyjski działacz polityczny.

## Życiorys
Pochodził z rodziny szlacheckiej. Był synem Kazimierza, powstańca listopadowego, który po odbyciu kary zesłania osiedlił się w Kaliszu i trudnił się handlem skórami (na czym dorobił się znacznego majątku i następnie otworzył hotel i księgarnię), i Konstancji z Zagórowskich. Został ochrzczony w miejscowym kościele św. Mikołaja Biskupa; ojcem chrzestnym Adama został Walenty Stanczukowski. W 1849 rozpoczął naukę w Wyższej Szkole Realnej w Kaliszu, w której zawarł przyjaźń m.in. z braćmi Agatonem i Stefanem Gillerami i gdzie w 1853 złożył egzamin dojrzałości. W Kaliszu mieszkał do 1856, po czym wyjechał do Warszawy, gdzie podjął studia w Instytucie Gospodarstwa Wiejskiego i Leśnictwa w Marymoncie (1856), następnie w Akademii Medyko-Chirurgicznej w Warszawie (1857–1859) oraz na wydziale medycznym uniwersytetu we Wrocławiu (1859–60), gdzie działał w Towarzystwie Literacko-Słowiańskim, Paryżu (1861) i Heidelbergu (1861–1862), gdzie studiował filologię i ekonomię społeczną. Od młodości zaangażowany w ruch spiskowy; w 1860 został aresztowany i uwięziony w X Pawilonie Cytadeli Warszawskiej. W powstaniu styczniowym był członkiem radykalnego wrześniowego Rządu Narodowego. Po jego stłumieniu w latach 1864–1867 przebywał za granicą: we Włoszech oraz w Niemczech. W roku 1866 uzyskał doktorat z filozofii oraz nauk politycznych na Uniwersytecie Ruprechta i Karola w Heidelbergu. Po powrocie do kraju od roku 1867 mieszkał we Lwowie, a w 1870 osiadł w Krakowie, gdzie mieszkał aż do śmierci. Zamieszkał w zakupionym przez rodziców dworku przy ulicy Łobzowskiej 99 (obecnie stoi tam kamienica nr 7). W 1871 roku zmarła jego matka, a ojciec wyjechał do Warszawy. W roku 1875 ożenił się z Zofią Kaczorowską, z którą miał syna Włodzimierza. Według innego źródła ożenił się w 1874 roku. Zaledwie rok po ślubie, czyli w 1875 roku żona poety zmarła.
W styczniu 1882 został wydawcą krakowskiego dziennika „Reforma”, przemianowanego w listopadzie tego roku na „Nową Reformę”, której redaktorem odpowiedzialnym był od grudnia 1889 do stycznia 1895. Od 1883 był radnym miejskim w Krakowie. W 1889 został posłem do galicyjskiego Sejmu Krajowego. W 1890 przewodniczył sprowadzeniu z Paryża prochów Adama Mickiewicza. Był jednym z założycieli Towarzystwa Szkoły Ludowej w Krakowie (1882) i członkiem honorowym TSL. Od 1894 członek honorowy Towarzystwa Muzeum Narodowego Polskiego w Rapperswilu. Podejmował wyprawy wysokogórskie w Tatry – był jednym z pierwszych członków Towarzystwa Tatrzańskiego. Wiele podróżował po Europie. W 1888 odbył podróż do Włoch, na Sycylię, Maltę i północne wybrzeże Afryki, zakończoną w Marsylii. W 1894 odbył podróż na Cejlon i do Indii. W 1897 wyjechał do Włoch leczyć gruźlicę, skąd powrócił z początkami tyfusu. Zmarł 2 sierpnia 1897 roku. Został pochowany w Krypcie Zasłużonych na Skałce w Krakowie.

## Twórczość
Twórczość literacką zapoczątkował w latach 1864–1865. Zadebiutował w roku 1865 we lwowskim „Dzienniku Literackim”. Wydał wówczas nawiązujący do powstania styczniowego poemat Sen grobów. Według innego źródła jako poeta debiutował już w 1864 roku, ogłaszał swe utwory pod własnym nazwiskiem, ale także licznymi pseudonimami i kryptonimami: Jan Stożek, El, El…a, A, Y, y, √. Wiersze ogłaszał w zbiorach zatytułowanych Poezje (1869, 1872, 1876, 1880, 1881, 1884, 1888, 1894). Jego liryka w tym okresie była wyrazem rozterki duchowej poety, przeżywającego kryzys światopoglądowy, pogłębiony klęską narodową. Zaczęły powstawać wiersze pełne bluźnierstw (Odpowiedź), buntu przeciw Stwórcy i ustalonemu porządkowi świata (Julian Apostata), goryczy i zwątpienia (W zatoce Baja), krytycznego obrachunku z romantyzmem politycznym (wspomniany Sen grobów). Obok nich powstawały też utwory wyrażające tęsknotę za „siłą ducha”, pragnienie odrodzenia „duszy współczesnej” aż do pokornego poddania się nakazom Chrystusowej nauki (Pod stopy krzyża). Od ok. 1870 rozpoczął poszukiwanie własnej drogi twórczej. Pisał wtedy erotyki, wiersze oparte na motywach ludowych, lirykę refleksyjną. Właśnie w roku 1870 na łamach dziennika „Kaliszanin” wydał wierszem Rodzinnemu miastu (w tym samym dzienniku i w tym samym roku debiutowała Maria Konopnicka).
W utworach Asnyka zaczęła z czasem dominować postawa epicka; w miejsce lirycznego obrazu ludzkich przeżyć pojawił się zobiektywizowany, epicki obraz świata, refleksja coraz częściej zastępuje komentarz liryczny. Najpełniejszym wyrazem tej zintelektualizowanej poezji jest cykl 30 sonetów Nad głębiami (1883 i 1894), który przyniósł Asnykowi miano poety-filozofa. W cyklu tym zawarł swój system filozoficzny, będący próbą pogodzenia idealizmu z pozytywistycznymi realizmem i scjentyzmem. Z tym ostatnim łączą filozofię Asnyka praktycyzm myślowy, uznanie osiągnięć współczesnych nauk przyrodniczych oraz prawa powszechnego rozwoju. W przeciwieństwie jednak do pozytywistów, nie wierzył w możliwość empirycznego poznania rzeczywistości, wyznając pogląd, że rozum ludzki okazuje się bezradny w miarę postępu wiedzy. Założenia etyczne tego systemu głoszą obowiązek czynnego udziału jednostki w duchowym procesie dążenia do powszechnej doskonałości. Styl sonetów określić należy mianem dyskursywnego; cechują go intelektualizacja oraz abstrakcyjność leksyki, brak rozbudowanych obrazów, metafor, porównań. W twórczości Asnyka obecna jest stale nuta patriotyczna, głosząca wiarę w siłę narodu i możliwość odzyskania wolności, polemiczna wobec konserwatywnego programu ugody (w 25. rocznicę powstania 1863 roku).
Motywem wielu jego utworów są krajobraz górski, zwłaszcza tatrzański (Ranek w górach, Kościeliska, Noc nad Wysoką, Letni wieczór, Podczas burzy, Limba, Wodospad Siklawy, Giewont, Ulewa) oraz motywy morskie (Podróżni, W zatoce Baja), sonety (Zmiennego bytu falo ty ruchliwa!…, Wieczne ciemności! bezdenne otchłanie!..., Na falach swoich toczy słońc miliony…) oraz cykl Z obcych stron (1895), Taormina, Noc na morzu – w drodze z Malty do Goletty, Na polach Kartagi, Pointe du Raz.
„Góry i morze” – pisał Asnyk 28 maja 1874 w liście do ojca – „to jedyne uniwersalne lekarstwo na wszystkie ludzkie dolegliwości, tam oddychając świeżym, wonnym powietrzem, pojąc się widokiem świeżej a wzniosłej natury, można zapomnieć o cierpieniach i troskach…”
W czasie okupacji niemieckiej (1939–1945) całość twórczości Adama Asnyka trafiła na niemieckie listy proskrypcyjne jako szkodliwa i niepożądana, z przeznaczeniem do zniszczenia.
Poza licznymi utworami dramatycznymi, do najważniejszych w jego twórczości należą:
- Nad głębiami (1883–1894) – cykl sonetów
- Poezje[16] (1869)
- Poezje (1872)
- Poezje (1880)
- Poezje (1894)

## Upamiętnienie

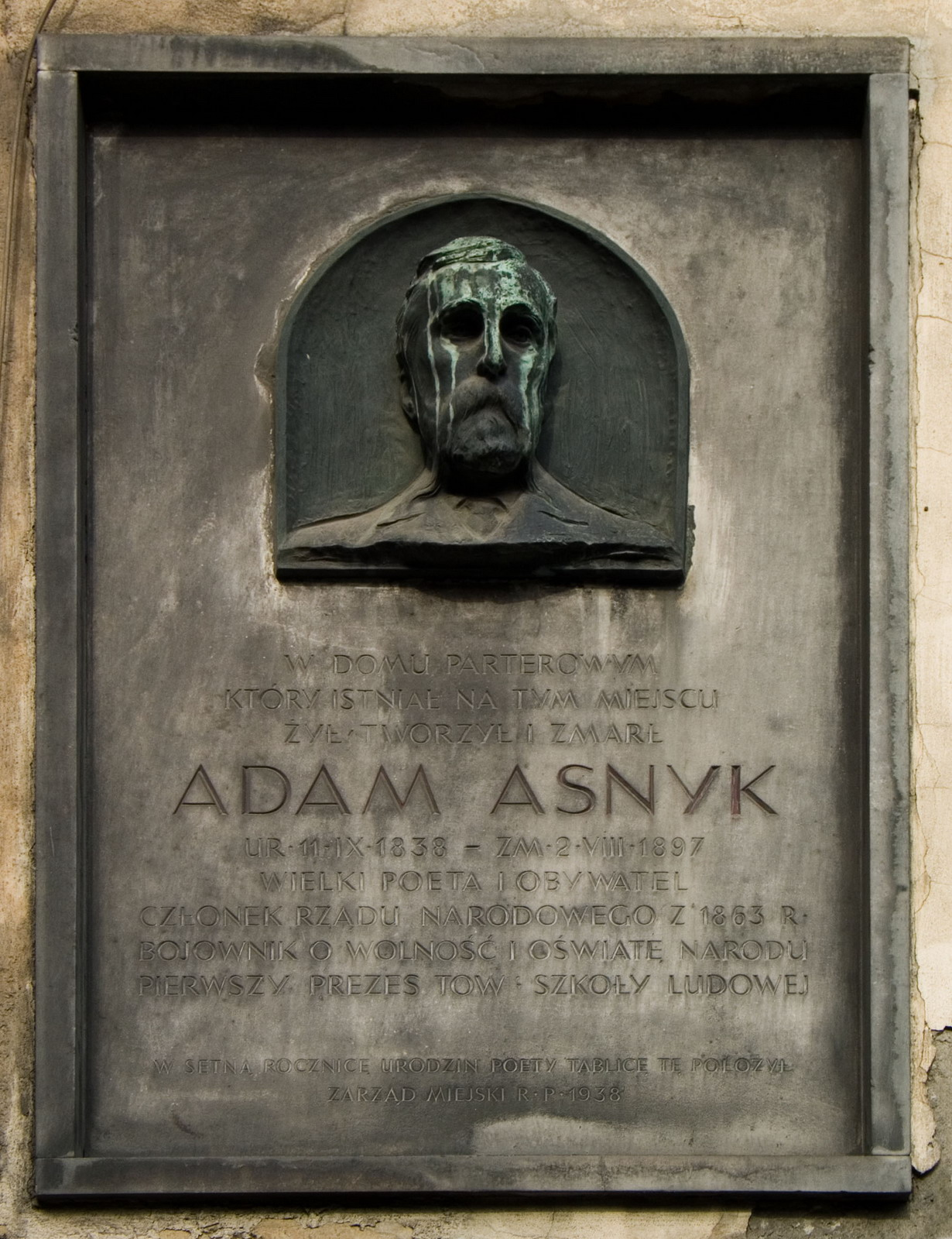
Tablica wmurowana w 1938 roku w elewację kamienicy przy ul. Łobzowskiej 7 w Krakowie, upamiętniająca śmierć Adama Asnyka w domu, który stał w miejscu owej kamienicy

W rodzinnym Kaliszu imię Adama Asnyka noszą: ulica w dzielnicy Czaszki i Osiedle Adama Asnyka, I Liceum Ogólnokształcące im. Adama Asnyka w Kaliszu, którego poeta był wychowankiem, i Miejska Biblioteka Publiczna im. Adama Asnyka w Kaliszu, założona w 1907. W czasie Obchodu XVIII Wieków Kalisza (1960) na pl. Konstytucji odsłonięto pomnik Adama Asnyka; autorem pomnika jest Jerzy Jarnuszkiewicz, oprawę architektoniczną i otoczenie architektoniczne zaprojektował Marian Sulikowski (otoczenie architektoniczne zniszczono w 2021).
Adam Asnyk jest patronem ulic w kilkudziesięciu polskich miastach. W Warszawie znajdują się dwie ulice jego imienia: w dzielnicy Ochota (nazwę nadano przed II wojną światową) i w dzielnicy Wesoła (do 2002 Wesoła była osobnym miastem; po przyłączeniu Wesołej do Warszawy nazwy ulicy nie zmieniono).
Imię Adama Asnyka noszą także: Osiedle Asnyka w Legnicy oraz II Liceum Ogólnokształcące im. Adama Asnyka w Bielsku-Białej, VIII Liceum Ogólnokształcące im. Adama Asnyka w Łodzi, V Liceum Ogólnokształcące im. Adama Asnyka w Szczecinie. W Tatrach istnieje Żleb Asnyka.
Od 1912 roku jest patronem ulicy w Krakowie w dzielnicy I, na Piasku.
W Krakowie przy ulicy Łobzowskiej 7, na elewacji kamienicy znajduje się tablica upamiętniająca poetę. W miejscu tym znajdował się dworek, w którym Asnyk mieszkał od 1870 roku do śmierci (w XIX wieku nosił numer 99). Tablicę wmurowano w 1938 roku, w setną rocznicę urodzin Adama Asnyka. Płaskorzeźbę na tablicy przedstawiającą twarz poety wykonał Karol Hukan.
W 2022 r. w Kaliszu przy ulicy Łaziennej powstał mural (mający 160 metrów kwadratowych) przedstawiający portret Adama Asnyka wzorowany na obrazie Jacka Malczewskiego. Mural jest dziełem dwóch artystów z Radomia: Łukasza Rudeckiego i Pawła Witkowskiego.